# Flodoard von Biedermann
Flodoard Woldemar Freiherr von Biedermann (* 14. März 1858 in Chemnitz; † 19. Oktober 1934 in Berlin), Literaturhistoriker, Verleger und Herausgeber.

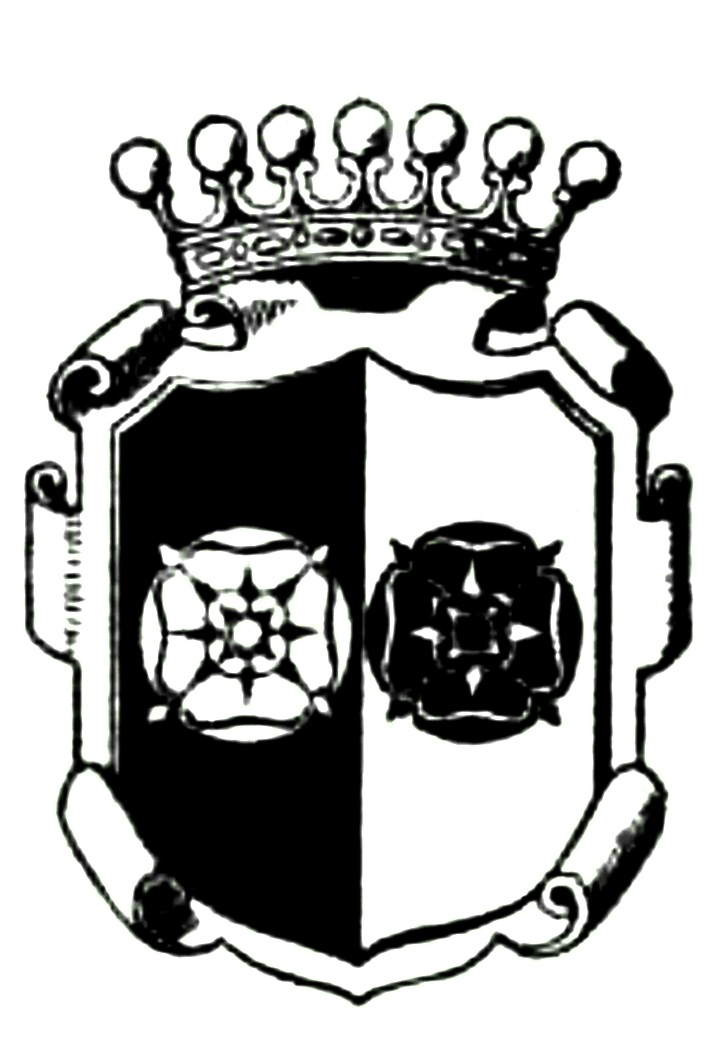
Wappen der Freiherren von Biedermann

## Leben
Er war der Sohn des Goethe-Forschers Gustav Woldemar von Biedermann, seine Mutter war Antonie, geborene von Trützschler. Er besuchte das Königliche Gymnasium in Leipzig, durchlief eine Buchhändlerlehre und wurde Redakteur der Zeitschriften Der Baumeister und Typographische Monatshefte in Berlin und leitete die Abteilung für bibliophile Drucke der H. Berthold AG in Berlin, dann gründete er einen eigenen Verlag „F. W. Biedermann“ in Leipzig. In diesem Verlag erschien 1889 die erste Ausgabe von Goethes Gespräche von Woldemar von Biedermann. Durch die Berliner Friedrich-Wilhelms-Universität wurde ihm am 14. März 1928 der Titel Dr. phil. h. c. verliehen. Er war Mitglied in zahlreichen wissenschaftlichen und geselligen Vereinigungen, seit 1885 Mitglied des Schwäbischen Schillervereins in Marbach, von 1906 bis 1934 war er 1. Vorsitzender des Berliner Bibliophilen Abends und im Vorstand der Goethe-Gesellschaft Weimar sowie 1. Vorsitzender des Berliner Journalisten- und Schriftstellervereins. Sein Nachlass befindet sich bei der Staatsbibliothek zu Berlin.

## Werke (Auswahl)
- Preßfreiheit und Gewerbeordnung. Biedermann, Leipzig 1893. (Digitalisat)
- Anweisungen für den gesetzmäßigen Betrieb von Kolportagebuchhandlungen. Berlin 1898.[2]
- Einführung in die Rechtskunde des Buchhändlers. Uhl, Leipzig 1899.
- Goethe als Rätseldichter. Mit 1 bisher unbekannten Goethebild von Jagemann. Berthold, Berlin 1924.
- Die deutsche Typographie im Zeitalter Goethes. Reichner, Wien 1928.
- Fünfundzwanzig Jahre Berliner Bibliophilen Abend. Berliner Bibliophilen Abend, Berlin 1930.
- Chronik von Goethes Leben. Insel, Leipzig 1931.
- Aus der Frühzeit der Goetheforschung. Nach den Briefen Gustav von Loepers an Woldemar von Biedermann. Goethe-Gesellschaft, Berlin 1935. (Digitalisat)

## Herausgeberschaft
- Goethes Gespräche, Gesamtausgabe. Begründet von Woldemar von Biedermann. Neu herausgegeben unter Mitwirkung von Max Morris, Hans Gerhard Gräf und Leonard L. Mackall, 2. Ausg., 5 Bände, Leipzig 1909–1911
- Heinrich von Kleists Gespräche. Nachrichten und Überlieferungen aus seinem Umgange, Leipzig 1912
- Schillers Gespräche und andere Zeugnisse aus seinem Umgang, Leipzig 1913
- Gotthold Ephraim Lessings Gespräche nebst sonstigen Zeugnissen aus seinem Umgang, Berlin 1924
- Johann Friedrich Unger im Verkehr mit Goethe und Schiller. Briefe und Nachrichten, Berlin 1927